# Oberer Grumbacher Teich

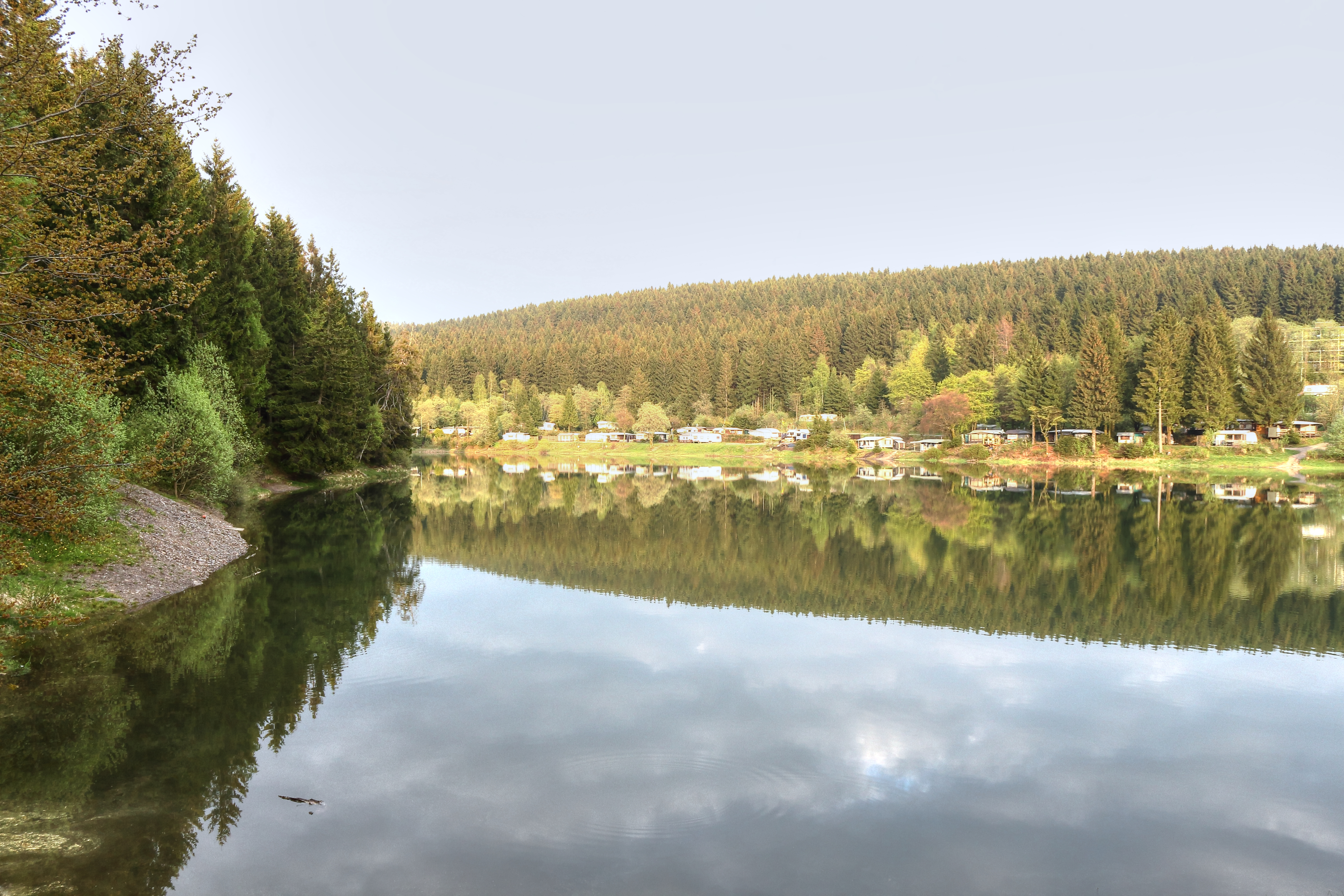
Wasserfläche des Oberen Grumbacher Teiches, im Hintergrund der Campingplatz

Der Obere Grumbacher Teich ist eine historische Talsperre nördlich von Clausthal-Zellerfeld. Er wurde im Zusammenhang mit dem Oberharzer Wasserregal von Oberharzer Bergleuten im 17. Jahrhundert angelegt. Wie alle Bauwerke des Oberharzer Wasserregals ist auch der Obere Grumbacher Teich seit dem Jahr 2010 Bestandteil des UNESCO-Weltkulturerbes Bergwerk Rammelsberg, Altstadt von Goslar und Oberharzer Wasserwirtschaft.

## Lage
Der Teich liegt etwa vier Kilometer nordöstlich vom Zentrum des Clausthal-Zellerfelder Stadtteils Zellerfeld; einen Kilometer östlich des Goslarer Stadtteils Bockswiese und einen Kilometer südöstlich des Goslarer Stadtteils Hahnenklee. Die Stauanlage stellt in einer Kaskade von insgesamt sieben Teichen im Grumbachtal den von oben gesehen dritten Teich dar. Einheimische bezeichnen ihn auch als „Vierten Teich“, da er von Bockswiese aus aufwärts gezählt an vierter Stelle steht. Oberhalb liegen der Auerhahnteich und der Neue Grumbacher Teich. Unterhalb befinden sich der Mittlere Grumbacher Teich, der Obere Flößteich, der Untere Flößteich und schließlich nach einigen weiteren Kilometern der (Untere) Grumbacher Teich. Nach etwa weiteren 10 Flusskilometern folgt unterhalb die 1966 fertiggestellte Innerstetalsperre.
Der Obere Grumbacher Teich liegt mitten im Wald und ist nur zu Fuß über Forststraßen erreichbar. Am Südufer des Stauraumes befindet sich der „Campingplatz Kreuzeck“, etwas weiter südlich das „Harzhotel Kreuzeck“.

## Beschreibung
Wie bei allen Oberharzer Teichen im Oberharz wurde der Staudamm als Erdbauwerk, das heißt mit einer Erd- und Felsschüttung erstellt. Dieses Dammschüttmaterial wurde örtlich gewonnen und ist von überwiegend steiniger Substanz. Verdichtungsarbeit wurde nicht durchgeführt, zumindest liegen darüber keine Abrechnungsunterlagen vor. Das erklärt auch, warum sich die Dämme auch heute, nach mehr als 300 Jahren, immer noch um mehrere Millimeter im Jahr setzen. Die Dichtung wurde an der wasserseitigen Böschung vorgesehen und besteht aus Rasensoden.
Es handelt sich hier um einen Teich der „Alten Bauart“. Demnach befindet sich seine Rasensodendichtung an der wasserseitigen Böschung, und die Striegelanlage zur Betätigung des Grundablasses wurde ursprünglich über ein im Wasser auf einem Gerüst über dem Einlauf stehendes Striegelhäuschen bedient.
Die Hochwasserentlastungsanlage am rechten (nördlichen) Hang ist seit 1974 als Stahlbetonbauwerk mit offenem Gerinne gestaltet.

## Bauwerkshistorie
In älteren Darstellungen aus den vorherigen Jahrhunderten wird der Teich auch als „Augusta-Teich“ bezeichnet. Er versorgte ursprünglich die Bergwerke in Bockswiese.
Um 1930 wurden die Bockswieser Bergwerke geschlossen, woraufhin ein Umbau der Anlage für die Stromerzeugung erfolgt ist. Hierzu wurde im Jahr 1944 der Damm am rechten Hang geöffnet, eine neue Entnahmeleitung DN 225 eingebaut, die als Heber wirken sollte. Über eine Rohrleitung wurde das Wasser ca. 500 m nach Westen zum Tannhaier Wasserlauf geführt, und dort entgegen seinem ursprünglichen Gefälle das Wasser nach Süden in Richtung Pisstal, von dort wieder über den seinerzeit neu als Betongraben angelegten Pisstaler Graben in Richtung Südosten und weiter durch den Kellerhalser Wasserlauf zum Dammfuß des Mittleren Kellerhalsteiches, von wo es dann über den Zellerfelder Kunstgraben und einige weitere Anlagen dem Kraftwerk Ottiliae-Schacht zugeführt werden konnte. Diese Anlage war vermutlich bis zur Stilllegung des Kraftwerkes im Ottiliae-Schacht in Betrieb, anschließend wurde die Leitung am Dammfuß des Oberen Grumbacher Teiches unterbrochen und als neuer Grundablass, der das Wasser dem unterhalb gelegenen Mittleren Grumbacher Teich zuführt, umgewandelt.
1974 wurde die Hochwasserentlastungsanlage der Anlage als Stahlbetonbauwerk neu errichtet und dabei nach den damals geltenden hydrologischen Erkenntnissen erheblich erweitert.
In den Jahren 1991 und 1992 erfolgte eine Umgestaltung der Dammkrone: Wegen mehrerer Böschungsrutschungen im oberen Bereich der wasserseitigen Böschung wurde eine Wellenschutzmauer errichtet und der Damm um bis zu 20 cm erhöht. In den Folgejahren wurde das Sickerwassergeschehen intensiv beobachtet. 2008 erfolgte dann eine aufwendige Sanierung der Dammdichtung im oberen Bereich. Hierzu wurde die Dammdichtung nahezu auf gesamter Dammlänge oberhalb des Niveaus 572,28 m+NN freigelegt und eine neue Tondichtung vor die vorhandene Rasensodendichtung eingebaut. Die neue Tondichtung wurde hierzu bis auf das Niveau 576,00 m+NN vorgesehen. Die wasserseitige Böschung erhielt eine Befestigung aus Steinbruchscherben; die 1992 eingebaute Wellenschutzmauer wurde wieder entfernt. Seitdem weist der Damm eine gute Dichtigkeit auf.
Der Stauraum lässt sich heute nur um etwa 5 m absenken; es verbleibt ein etwa vier Meter tiefer Totraum, zumal die unterste Entnahme in Form eines Stegs unter Wasser nicht mehr bedienbar ist.
Die letzte vollständige Entleerung des Teiches erfolgte 1964.
Am Nordufer befindet sich seit 2001 eine Wasserentnahme der Beschneiungsanlage für das Skigebiet am Bocksberg.

## Einzugsgebiet, Wasserwirtschaft
Mit Ausnahme des Wegeshauses Auerhahn, dem Campingplatzgelände und dem Hotel besteht das Einzugsgebiet ausschließlich aus Wald zwischen dem Bocksberg und der Schalke. Hier befinden sich die beiden oben erwähnten weiteren Stauanlagen des Oberharzer Wasserregals, die Hochwasserspitzen im Zulauf durch ihre Retentionswirkung erheblich dämpfen können. Der größere Teil des Einzugsgebietes ist wegen der Trinkwasserentnahmen am Neuen Grumbacher Teich Wasserschutzgebiet. Bis in die 1970er Jahre wurde das Einzugsgebiet stark vom Oberen Schalker Graben geprägt, der im 20. Jahrhundert streckenweise auch Bocksberger Graben genannt wurde. Dieser umrundete das gesamte Tal oberhalb des Stauraumes und leitete die Zuflüsse bei Niedrigwasser in Richtung Hahnenklee ab.
Seitdem der Teich nicht mehr der Stromerzeugung am Ottiliae-Schacht dient, wird er als Überlaufteich gefahren. Das bedeutet, dass der Teich stets vollgestaut ist und die Zuflüsse über die Hochwasserentlastungsanlage wieder abfließen. Der Grundablass wird regelmäßig zu Kontrollzwecken betätigt. In den Wintermonaten wird der Teich aus Hochwasserschutzgründen etwas abgesenkt gefahren.

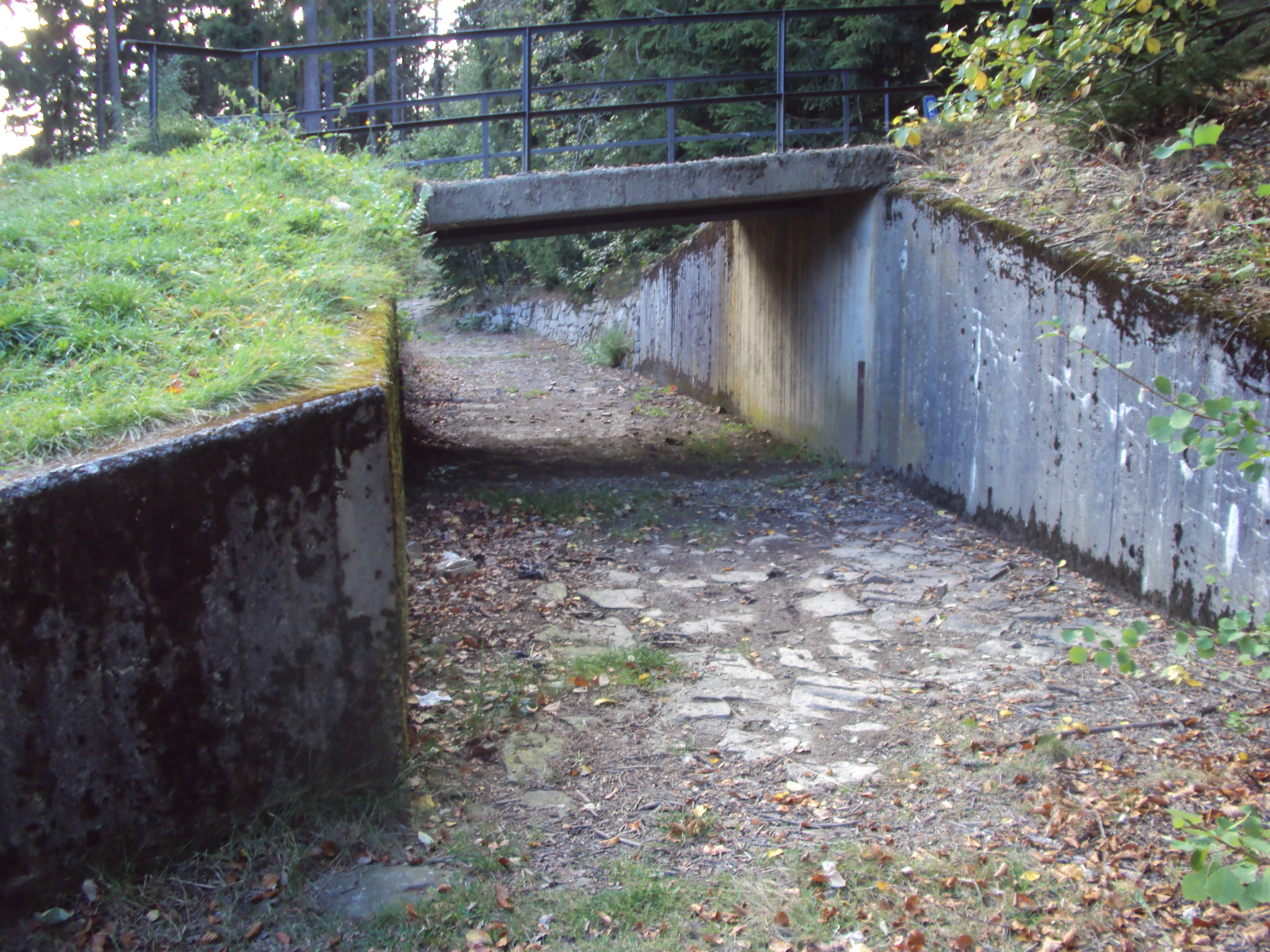
Oberer Grumbacher Teich, Ausflut (Hochwasser- entlastungsanlage)
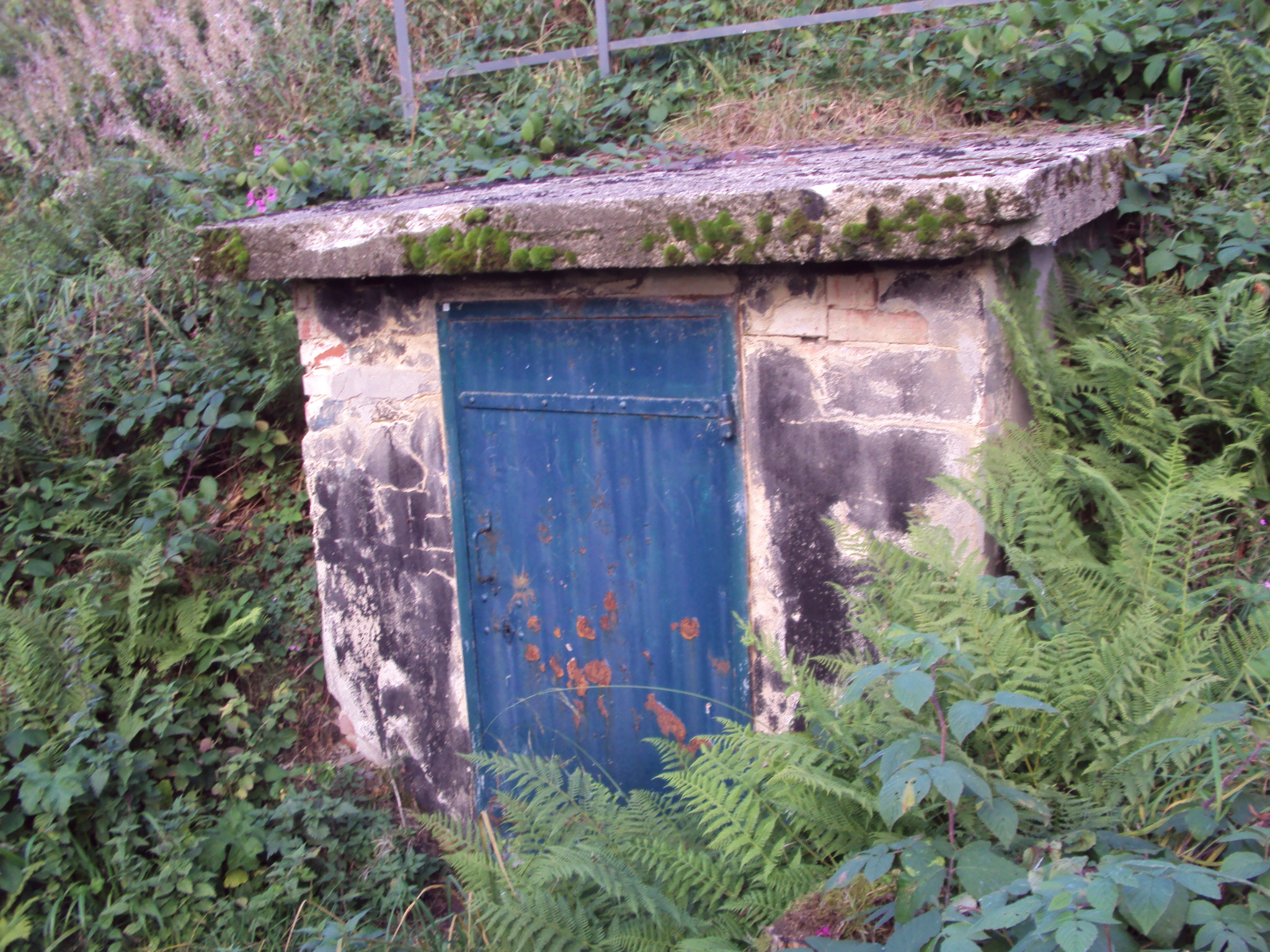
Schieberkammer am luftseitigen Dammfuß
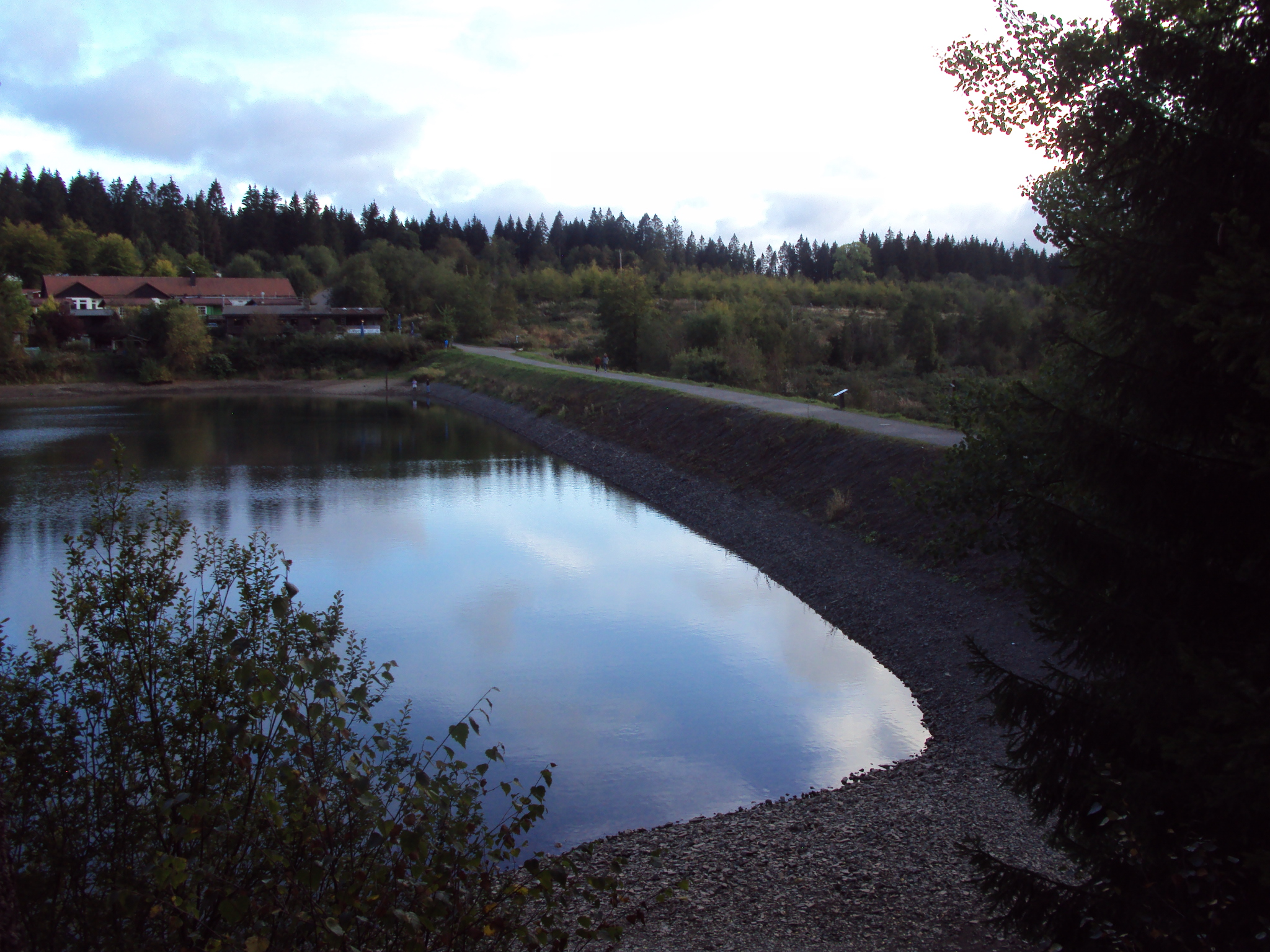
Dammansicht von Nordosten bei abgesenktem Wasserspiegel
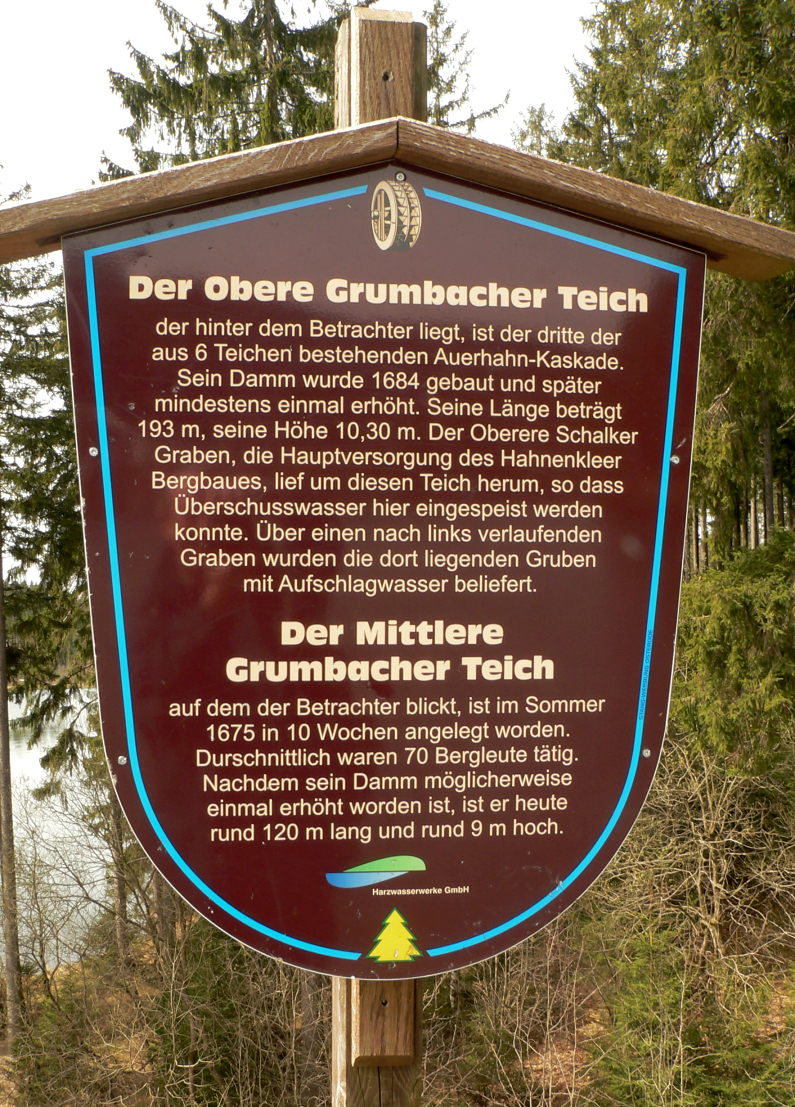
Informationstafel zum Oberen und Mittleren Grumbacher Teich
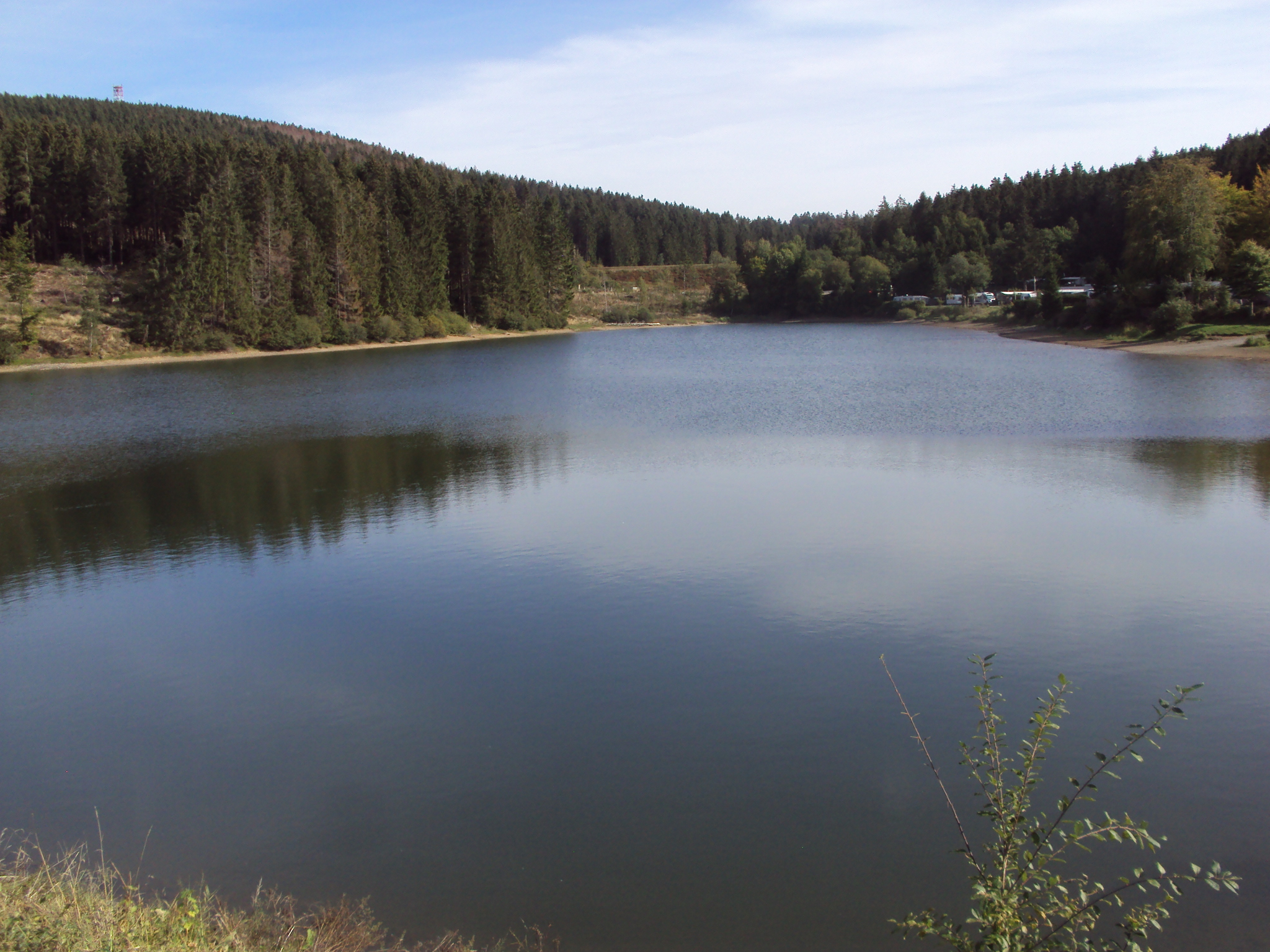
Blick über die Wasserfläche des Oberen Grumbacher Teiches